# طراحی محصول

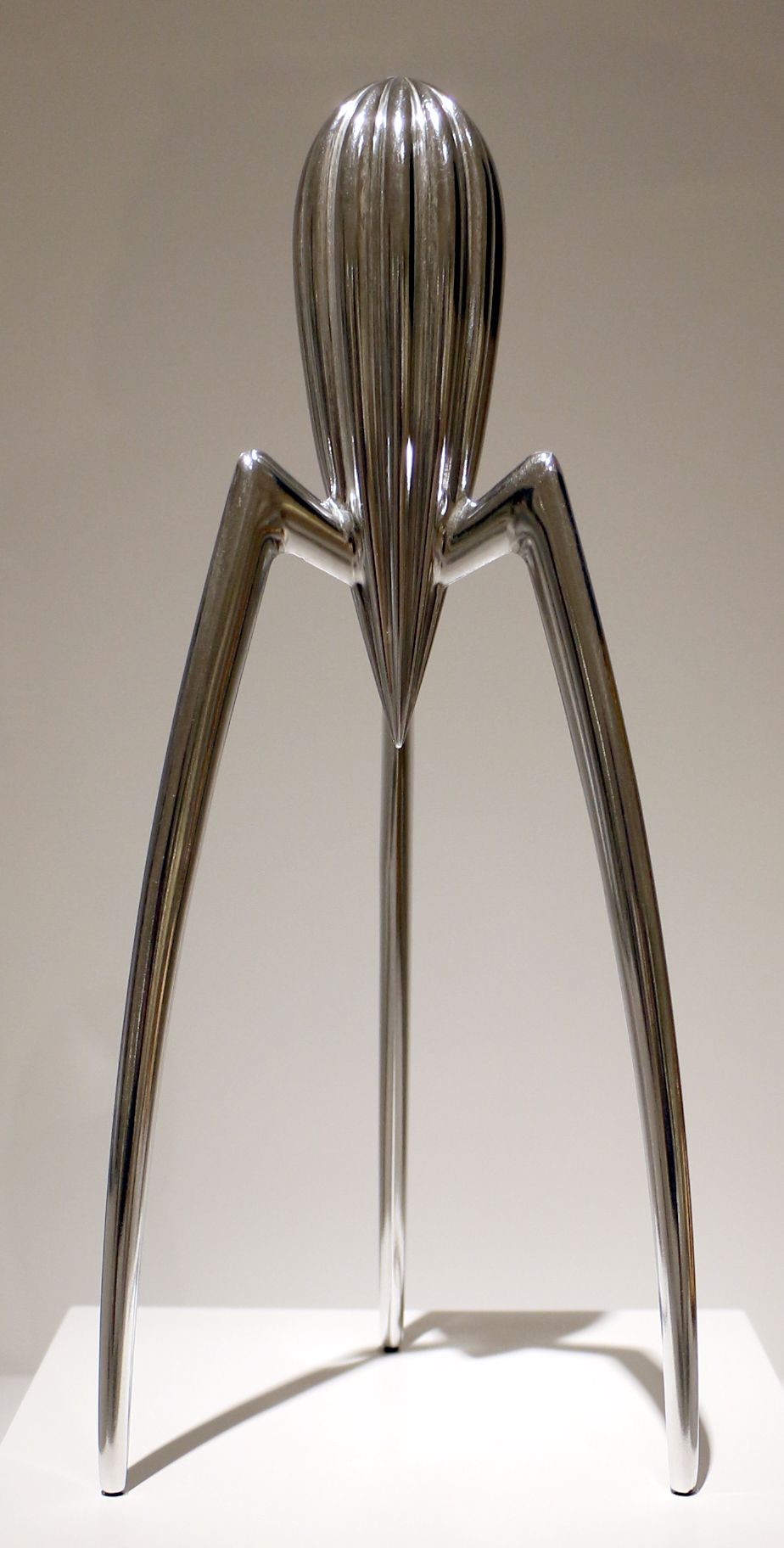
آب‌مرکبات‌گیر جوسی سلیف، طراحی توسط: فیلیپ استارک، سال: ۱۹۹۹ میلادی، محصول: شرکت آلسی، موزهٔ هنر ایندیاناپولیس

طراحی محصول (به انگلیسی: Product Design) به عنوان یک فعل، به مفهوم ایجاد یک محصول جدید است تا توسط یک کسب‌وکار به خریداران فروخته شود. عوامل مشترک بسیار گسترده و تولید مؤثر و توسعهٔ ایده‌ها از طریق فرآیندی که منجر به تولید محصولات جدید می‌شود. بنابراین، این یک نمود عمدهٔ توسعهٔ محصول جدید است.
فرایند طراحی محصول: مجموعه‌ای از فعالیت‌های استراتژیک و تاکتیکی، از ایده‌پردازی تا تجاری‌سازی است که برای ایجاد طراحی محصول استفاده می‌شود. در یک رویکرد سیستماتیک، طراحان محصول ایده‌ها را مفهوم‌سازی و ارزیابی می‌کنند و آن‌ها را به اختراعات و محصولات ملموس تبدیل می‌کنند. نقش طراح محصول ترکیب هنر، علم و فنآوری برای خلق محصولات جدیدی است که مردم بتوانند از آن استفاده کنند. نقش در حال تکامل آن‌ها توسط ابزارهای دیجیتال تسهیل شده‌است که اکنون به طراحان اجازه می‌دهد کارهایی را انجام دهند که شامل برقراری ارتباط، تجسم، تجزیه و تحلیل، مدل‌سازی سه‌بعدی و در واقع تولید ایده‌های ملموس به روشی است که در گذشته، منابع انسانی بیشتری را مصرف می‌کرد.
طراحی محصول گاهی با طراحی صنعتی اشتباه گرفته می‌شود (و قطعاً با آن همپوشانی دارد) و اخیراً به یک اصطلاح گسترده شامل: خدمات، نرم‌افزار و طراحی محصول فیزیکی تبدیل شده‌است. طراحی صنعتی عامل ارتباط فُرم هنری و قابلیت استفاده به منظور تولید انبوه کالاها است، که معمولاً با طراحی صنایع دستی و ارگونومی پیوند دارد. از جنبه‌های دیگر طراحی محصول و طراحی صنعتی شامل طراحی مهندسی می‌شود؛ به‌ویژه زمانی که مسائل مربوط به عملکرد یا کاربرد (مثلاً حل مسئله) مطرح است، اگرچه چنین مرزهایی همیشه واضح نیستند.
طراحی محصول را تولید و ارائه ایده، توسعهٔ مفهوم، آزمودن و در نهایت ساخت یا پیاده‌سازی یک شیء فیزیکی یا یک نوع از خدمات تعریف می‌کنند. طراحان محصول، ایده‌ای را در ذهن خود تصور می‌کنند و سپس آن را در پیکره یک محصول، مشهود و متجسم می‌کنند. این طراحان با مسائلی از قبیل فناوری، ارگونومی، قابلیت کاربری، دانش مواد و کیفیت سروکار دارند.

## فرایند طراحی محصول
فرآیندهای طراحی محصول مختلفی وجود دارد و بسیاری بر جنبه‌های متنوعی تمرکز دارند. یک نمونهٔ فرمول‌بندی/مدل فرایند توسط: دان کوبرگ (Don Koberg) و جیم بگنل (Jim Bagnell) در «هفت مرحلهٔ جهانی حل خلاقانهٔ مسئله» توصیف شده‌است. این فرایند معمولاً توسط گروهی از افراد با مهارت‌ها و آموزش‌های مختلف تکمیل می‌شود. این گروه بسته به ماهیت و نوع محصول درگیر می‌تواند شامل: طراحان صنعتی، متخصصان میدانی (کاربران احتمالی)، مهندسان (برای جنبه‌های طراحی مهندسی) و دیگران باشد. این فرایند اغلب شامل پی‌بردن به آنچه مورد نیاز است، طوفان فکریِ ایده‌های ممکن، ایجاد نمونه‌های اولیهٔ ساختگی (Mock Prototype) و سپس تولید محصول است. با این حال، این پایان کار نیست. طراحان محصول هنوز باید ایده را اجرا کنند، آن را به یک محصول واقعی تبدیل کنند و موفقیت آن را ارزیابی کنند (مشاهده اینکه آیا هر گونه بهبودی لازم است).
فرایند طراحی محصول طی چند سال گذشته با ظهور و پذیرش چاپ سه‌بعدی جهش‌های عظیمی را در تکامل تجربه کرده‌است. چاپگرهای سه‌بعدی آسانکار جدید می‌توانند اشیاء چندبعدی تولید کنند و با مواد پلاستیکی مشابه با چاپگرهای سنتی که جوهر را در سراسر صفحه پخش می‌کنند، لایه به لایه حجم ایجاد کنند.
فرایند طراحی محصول، همان‌طور که کوبرگ و بگنل بیان کردند، معمولاً شامل سه جنبهٔ اصلی است:
- تحلیل (Analysis) [فاز تحقیقات]
- مفهوم (Concept) [فاز شرح و بسط مسئله]
- ترکیب (Synthesis) [فاز ایده‌پردازی تا اجرا]

بسته به نوع محصولی که طراحی می‌شود، دو بخش اخیر بیشتر مورد بازبینی قرار می‌گیرند (مثلاً بسته به اینکه برای بهبود آن یا تطابق بهتر با معیارهای مورد نظر، طرح چقدر نیاز به بازبینی دارد). این یک چرخهٔ پیوسته‌است که در آن بازخور (Feedback) جزء اصلی است. کوبرگ و باگنل جزئیات بیشتری دربارهٔ این فرایند در مدل خود ارائه می‌دهند: «تحلیل» شامل دو مرحله است، «مفهوم» تنها یک مرحله است و «ترکیب» چهار مرحله را در بر می‌گیرد. (این مراحل وابسته به محصول و بازار هدف در تغییر چارچوب‌های طراحی متفاوت هستند. در اینجا، آن‌ها از روشی بهره می‌برند که توسط کوبرگ و بگنل استفاده می‌شدند)

### تحلیل
- شرایط پذیرش: در اینجا، طراحان تصمیم می‌گیرند که به پروژه متعهد شوند و راه‌حلی برای مشکل پیدا کنند. آن‌ها منابع خود را در یافتن چگونگی حل مسئله به بهترین نحو تجمیع می‌کنند.[۵]
- تجزیه و تحلیل: در این مرحله همه اعضای تیم شروع به تحقیق می‌کنند. آن‌ها مطالب عمومی و اختصاصی را جمع‌آوری می‌کنند که به درک چگونگی حل مشکل آن‌ها کمک می‌کند. این تحقیقات می‌تواند شامل: آمار، پرسشنامه و مقالات تا استفاده از دیگر منابع در دسترس باشد.[۵]

### مفهوم
- تعریف: در این جنبه است که عمل کلیدی موضوع تعریف می‌شود. شرایط مسئله به اهداف تبدیل می‌شود و محدودیت‌ها در وضعیت به پارامترهایی تبدیل می‌شوند که طرح جدید باید در چارچوب آن ساخته شود.[۵]

### ترکیب
- ایده‌پردازی: طراحان در این مرحله با متدهای خلاقیتی چون طوفان فکری، ایده‌های گوناگونی را اریه می‌کنند و راه‌حل‌هایی را برای مشکل طراحی خود می‌یابند. جلسهٔ طوفان فکری ایدئال شامل هیچ گونه سوگیری یا قضاوت نمی‌شود، بلکه بر اساس ایده‌های اصیل است.[۵]
- انتخاب: در این مرحله، طراحان ایده‌های خود را به تعداد اندکی که می‌توان موفقیت‌هایشان را تضمین کرد، محدود می‌کنند و به این وسیله می‌توانند طرح خود را برای ساخت محصول ارایه کنند.[۵]
- اجرا: در این مرحله نمونه‌های اولیه ساخته می‌شوند، طرح مشخص شده در مرحلهٔ قبل محقق می‌شود و محصول شروع به تبدیل شدن به یک شی واقعی می‌کند.[۵]
- ارزیابی: در مرحلهٔ آخر، محصول تست می‌شود و اصلاحاتی جهت بهبود آن صورت می‌گیرد. اگرچه این آخرین مرحله است؛ اما به این معنی نیست که این روند تمام شده‌است. نمونهٔ اولیه ممکن است آنطور که انتظار می‌رود کار نکند، بنابراین ایده‌های جدیدی مورد نیاز خواهد بود.[۵]

## نوآوری با کشش تقاضا یا نوآوری با تحمیل ابداع
بیشتر طرح‌های محصول تحت یکی از این دو دسته قرار می‌گیرند: نوآوری در کشش تقاضا یا نوآوری با تحمیل ابداع.
کشش تقاضا، زمانی اتفاق می‌افتد که فرصتی در بازار وجود داشته باشد که با کاوش و بررسی در طرح محصولات موجود کشف شود. این نوع طراحی محصول سعی در حل یک مشکل در طراحی محصولِ موجود دارد. راه‌حل طراحی ممکن است توسعهٔ یک محصول با مرتفع کردن ایرادات آن یا توسعهٔ یک محصول جدید با ارزش افزودهٔ جدید یا هدفی متمایز باشد.
نوآوری با تحمیل ابداع، زمانی اتفاق می‌افتد که پیشرفت یا ترویجی در بینش وجود داشته باشد؛ این امر می‌تواند از طریق تحقیق دربارهٔ نیازها اتفاق بیفتد یا زمانی رخ دهد که طراح محصول ایده‌ای نوین و بدیع برای محصول ارائه دهد و به عبارتی محصول ابداعی را به واسطهٔ ایجاد نیازی جدید و ترویج استفاده، به بازار تحمیل کند.

## بیان طراحی محصول

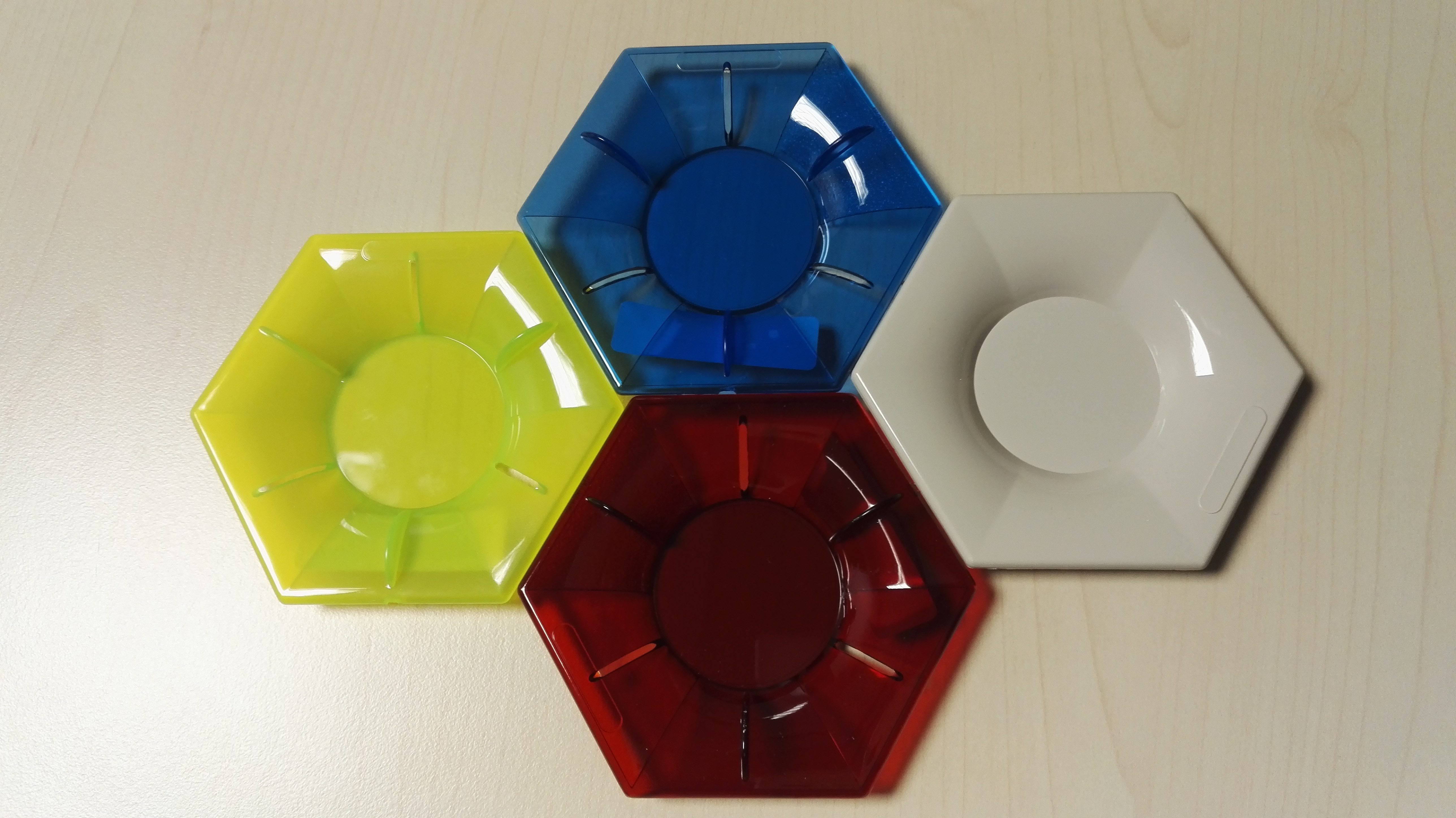
به اصطلاح «کالر چیپس» یا نمونه‌های رنگی که در صنعت پلاستیک برای کمک به طراحان جهت شناسایی بصری پالت رنگ‌های موجود پلاستیک استفاده می‌شود.

بیان طراحی از اثر ترکیبی همهٔ عناصر در یک محصول ناشی می‌شود. تُن رنگ، شکل و اندازه باید افکار فرد را به سمت خرید محصول هدایت کند. بنابراین، به نفع طراح محصول است که مخاطبانی را در نظر بگیرد که به احتمال زیاد مصرف‌کنندگان نهایی محصول هستند. توجه به اینکه مصرف‌کنندگان چگونه محصول را درک می‌کنند، در طی فرایند طراحی عاملی برای هدایت به سوی موفقیت محصول در بازار می‌شود. با این حال، پاسخگویی به هر شخصیت ممکن در یک گروه هدف با وجود حتی یک مخاطب خاص، چالش‌برانگیز است.
یک راه حل برای آن، خلق محصولی است که در ظاهر و عملکرد، بیانگر یک شخصیت یا داستان باشد. محصولاتی که دارای چنین ویژگی‌هایی هستند، به احتمال زیاد بیان قوی‌تری دارند که باعث جذب گروه مصرف‌کنندگان بیشتری می‌شود. با توجه به این نکته، مهم است که به خاطر داشت که بیان طراحی تنها به ظاهر یک محصول محدود نمی‌شود، بلکه به عملکرد آن نیز مربوط است. برای مثال: به عنوان یک انسان، ظاهر ما و همچنین اعمال ما در معرض قضاوت افراد قرار می‌گیرد که اولین بیان حسی را از شخصیت ما را ایجاد می‌کنند. مردم معمولاً احترامی برای یک فرد بی‌ادب قائل نیستند، حتی اگر ظاهر خوبی داشته باشند. مشابه همین مثال دربارهٔ بیان یک محصول نیز صادق است؛ یک محصول می‌تواند ظاهر جذابی داشته باشد، اما اگر عملکرد آن تابع ظاهر نباشد، به احتمال زیاد با کاهش یا عدم استقبال مصرف‌کننده مواجه می‌شود. از این حیث، طراحان مانند ارتباط دهندگان هستند، از زبان عناصر مختلف محصول، برای بیان چیزی استفاده می‌کنند.

## روند در طراحی محصول
طراحان محصول باید همهٔ جزئیات را در نظر بگیرند: روش‌هایی که مردم از اشیاء استفاده یا سوءاستفاده می‌کنند، محصولات معیوب، خطاهای ایجاد شده در فرایند طراحی و شیوه‌های مطلوب استفاده از اشیاء که مردم می‌خواهند. بسیاری از طرح‌های جدید شکست خواهند خورد و بسیاری از آن‌ها حتی به بازار نخواهند رسید. برخی از طرح‌ها در نهایت منسوخ می‌شوند. فرایند طراحی به خودی خود می‌تواند بسیار خسته کننده باشد، معمولاً حداقل ۵ یا ۶ تلاش برای تصحیح طرح محصول انجام می‌شود. محصولی که برای اولین بار در بازار شکست بخورد، ممکن است در ۲ نوبت دیگر مجدداً به بازار معرفی شود؛ و اگر همچنان به شکست بینجامد، بازار آن را ورشکسته و به اصطلاح، محصول مرده در نظر می‌گیرد. اکثر محصولات جدید شکست می‌خورند، حتی اگر یک ایدهٔ عالی پشت آن‌ها باشد.
همهٔ انواع طراحی محصول به وضوح با سلامت اقتصادی بخش‌های تولید مرتبط هستند. نوآوری بسیاری از انگیزه‌های رقابتی را برای توسعهٔ محصولات جدید فراهم می‌کند، با وجود رشد و سرعت فناوری‌های جدید، بکرات نیازمند بازتفسیر طرح‌های جدید خواهیم بود. تنها یک تولیدکننده نیاز است تا یک نمونهٔ محصول جدید ایجاد کند، تا بقیهٔ صنعت را وادار به عقب‌نشینی کند (که خود، به نوآوری بیشتر دامن خواهد زد). محصولاتی که به نفع افراد در هر سن و توانایی طراحی شده‌اند (بدون آسیب برای هیچ گروهی) با گسترش استقلال و تحمیل تغییرات فیزیکی و نیازهای حسی که همهٔ ما با گذر عمر با آن مواجه می‌شویم، جمعیت در حال افزایش سن ما را در خود جای می‌دهند.